# Карими, Фатих
Фатих (Фатих Гильманович) Карими (тат. Фатих Гыйлман улы Кәрими; 1870—1937) — татарский советский писатель, педагог-просветитель, журналист, общественный деятель.

## Биография

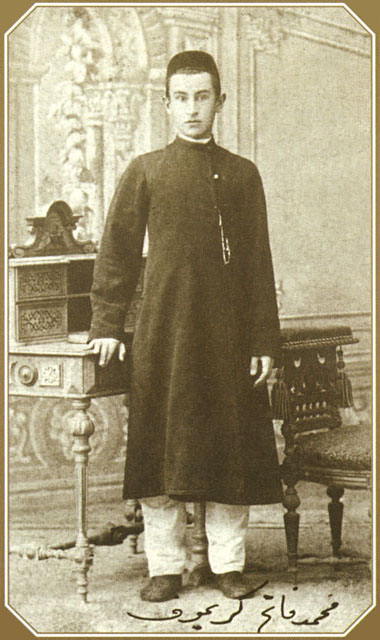
Фотография 1890-х годов

Родился 30 марта 1870 года в дер. Миннибаево Бугульминского уезда Самарской губернии. Отец — Каримов Гильман Ибрагимович.
Начальное образование получил дома под руководством отца.
Окончил медресе «Камалия» в г. Чистополе, сдал экзамен на звание «мудариса» при духовном собрании в Уфе. Затем четыре года обучался в Истамбульском университете.
В 1896—1898 годах преподавал в медресе деревни Дерекой Ялтинского уезда Таврической губернии.
В феврале-мае 1899 года совершил путешествие по Европе, после чего написал книгу «Путешествие в Европу».
В июле 1899 года вместе с семьей Фатих Карими переехал в Оренбург. Преподавал на летних курсах по подготовке учителей ново-методных школ в Каргалинской слободе. С 1902 года держал типографию «Каримов, Хусаинов и К°» в Оренбурге.
В 1906—1917 годах был редактором газеты «Вакыт» («Время»), одной из самых популярных мусульманских газет того времени.
В 1917—1924 годах Карими занимался общественной и политической деятельностью, преподавал в различных учебных заведениях Оренбурга.
С 1925 года Фатих жил в Москве, преподавал турецкий язык в Восточном университете. Написал более 100 книг — методико-педагогических, публицистических, художественных.
В 1937 году был арестован и расстрелян 27 сентября того же года.
Реабилитирован в 1959 году.

## Память
- В деревне Миннибаево, Альметьевского района Республики Татарстан создан музей Фатиха Карими.[3]